# 北海道道865号樽川篠路線

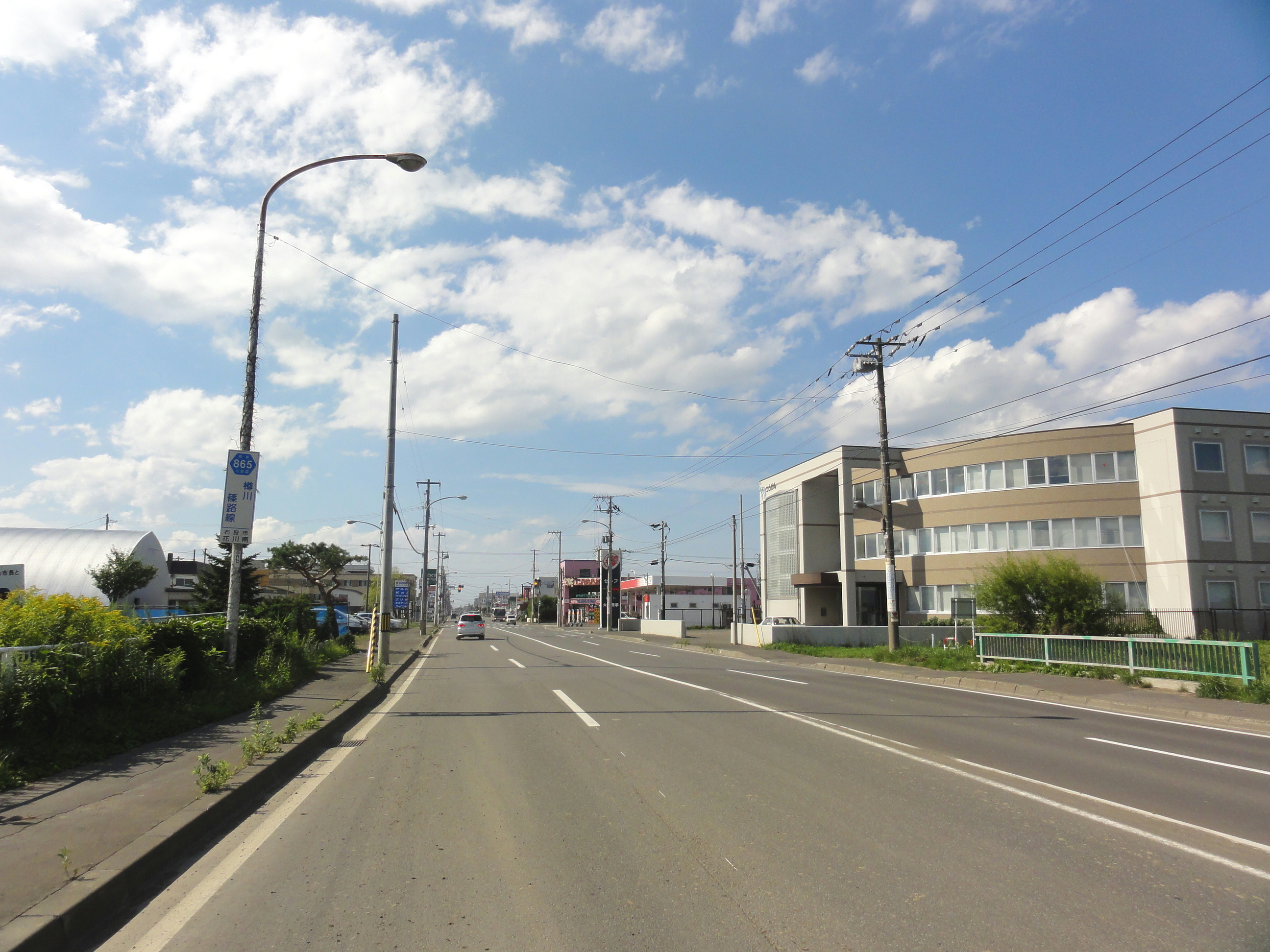
石狩市花川南付近（2012年8月撮影）

北海道道865号樽川篠路線（ほっかいどうどう865ごう たるかわしのろせん）は、北海道石狩市と札幌市東区を結ぶを結ぶ一般道道（北海道道）である。札幌市域は札幌市管理路線。
「西5丁目樽川通」という通称があるが、新琴似地区では「新琴似四番通」とも呼ばれる。

## 概要

### 路線データ
- 起点：北海道石狩市花川南8条1丁目（北海道道44号石狩手稲線交点）
- 終点：北海道札幌市東区北49条東2丁目（国道231号交点）
- 路線延長：6.0km（総延長、うち札幌市管理4.8km）

## 歴史
- 1975年（昭和50年）3月31日 路線認定[1]。

## 路線状況

### 重複区間
- 札幌市北区新琴似8条1丁目 - 札幌市東区北49条東2丁目（北海道道277号琴似停車場新琴似線）

## 地理

### 通過する自治体
- 石狩振興局
  - 石狩市
  - 札幌市（北区 - 東区）

### 交差する道路
石狩市
- 北海道道44号石狩手稲線 - 花川南8条1丁目

札幌市北区
- 北海道道128号札幌北広島環状線 - 新琴似町
- 北海道道277号琴似停車場新琴似線 - 新琴似8条1丁目

道道277号との重複区間は省略

### 沿線にある施設など
石狩市
- ローソン石狩花川南9条店 - 花川南9条1丁目1
- 北洋銀行花川南支店 - 花川南9条3丁目2
- 花川南保育園 - 花川南9条4丁目83-9
- 花川南幼稚園 - 花川南9条4丁目83-4
- 石狩市立花川南中学校 - 花川南9条4丁目94

札幌市北区
- 中央バス自動車学校 - 新琴似8条17丁目1-1
- 札幌新琴似七条郵便局 - 新琴似7条17丁目1-1
- 北海道銀行北区四番通出張所 - 新琴似8条13丁目2-7
- 北門信用金庫新琴似支店 - 新琴似7条13丁目4-20
- ローソン札幌新琴似7条十二丁目店 - 新琴似7条12丁目3-33
- 新琴似中央公園 - 新琴似8条11丁目1
- 札幌新琴似八条郵便局 - 新琴似8条8丁目2-15
- 北洋銀行北区新琴似支店 - 新琴似8条6丁目5-7
- 札幌市立新琴似中学校 - 新琴似7条4丁目1-1
- 札幌市新琴似図書館 - 新琴似7条4丁目1
- 札幌市立新琴似小学校 - 新琴似7条3丁目2-1
- 新琴似幼稚園 - 新琴似8条3丁目1-20
- 新琴似保育園 - 新琴似8条3丁目1-40
- 札幌市北区体育館 - 新琴似8条2丁目1-25
- ローソン札幌新琴似12条店 - 新琴似12条1丁目1-1